# Nicole Fiorentino
 Der er for få eller ingen kildehenvisninger i denne artikel, hvilket er et problem. Du kan hjælpe ved at angive troværdige kilder til de påstande, som fremføres i artiklen.

Nicole Fiorentino (født 8. april 1979 i Ludlow, Massachusetts, USA) er en amerikansk bassist, der har været på turné med Smashing Pumpkins siden 2009, og i 2010 begyndte hun at være en del af indspilningerne til bandets syvende album, Teargarden by Kaleidyscope. 
I 2009 erstattede hun Ginger Pooley, der havde turnéret med bandet fra 2007 til 2009, og i 2010 overtog rollen som bassist på Smashing Pumpkins-albummet Teargarden by Kaleidyscope, der ellers havde været håndteret af Billy Corgan og Mark Tulin. Inden hun begyndte at spille med Smashing Pumpkins, har Fiorentino været medlem af Radio Vago, Veruca Salt (en alternativ rockgruppe fra Chicago, USA), Spinnerette, Twilight Sleep og Light FM.